# Говіка Василь
Василь Говіка (1 січня 1904, с. Росохач, нині Тернопільська область — 23 березня 1993, м. Вінніпег, Канада) — український лірник. Упродовж 1950—1980-х років був єдиним пропагандистом лірництва на американському континенті. Член Українського Національного Об'єднання. Батько Марії Підкович.

## Життєпис
Василь Говіка народився 1 січня 1904 року в селі Росохачі, нині Чортківської громади Чортківського району Тернопільської области України.
1938 року емігрував до Канади. У роки Другої світової війни служив у канадській армії.
Заснував власне підприємство. Активний учасник громадсько-культурного життя українців у Канаді. Виступав на концертах та імпрезах, урочинах в Торонто, Оттаві, Альберті та інших містах Канади, а також США, зокрема в Детройті, де є капела бандуристів. Під акомпанемент Говіки співали виконавці-солісти і колективи.
Помер 23 березня 1993 року в м. Вінніпезі.

## Нагороди
1973 року отримав найвищу нагороду Національного українського фестивалю в Канаді, на якому виступив з онуком.

## Вшанування пам'яті
Мистецтвознавцями В. Морозом та М. Бандерою створено документальний фільм «В. Говіка з Вінніпегу».
Велика кількість публікацій про Говіку зберігаються в осередку Українського Національного Об'єднання у Вінніпегу та Оттавському державному музеї.